# Heinstermühlbach
Der Heinstermühlbach ist ein rechter Zufluss des Mangelsbach im hessischen und bayerischen Odenwald.

## Geographie

### Verlauf

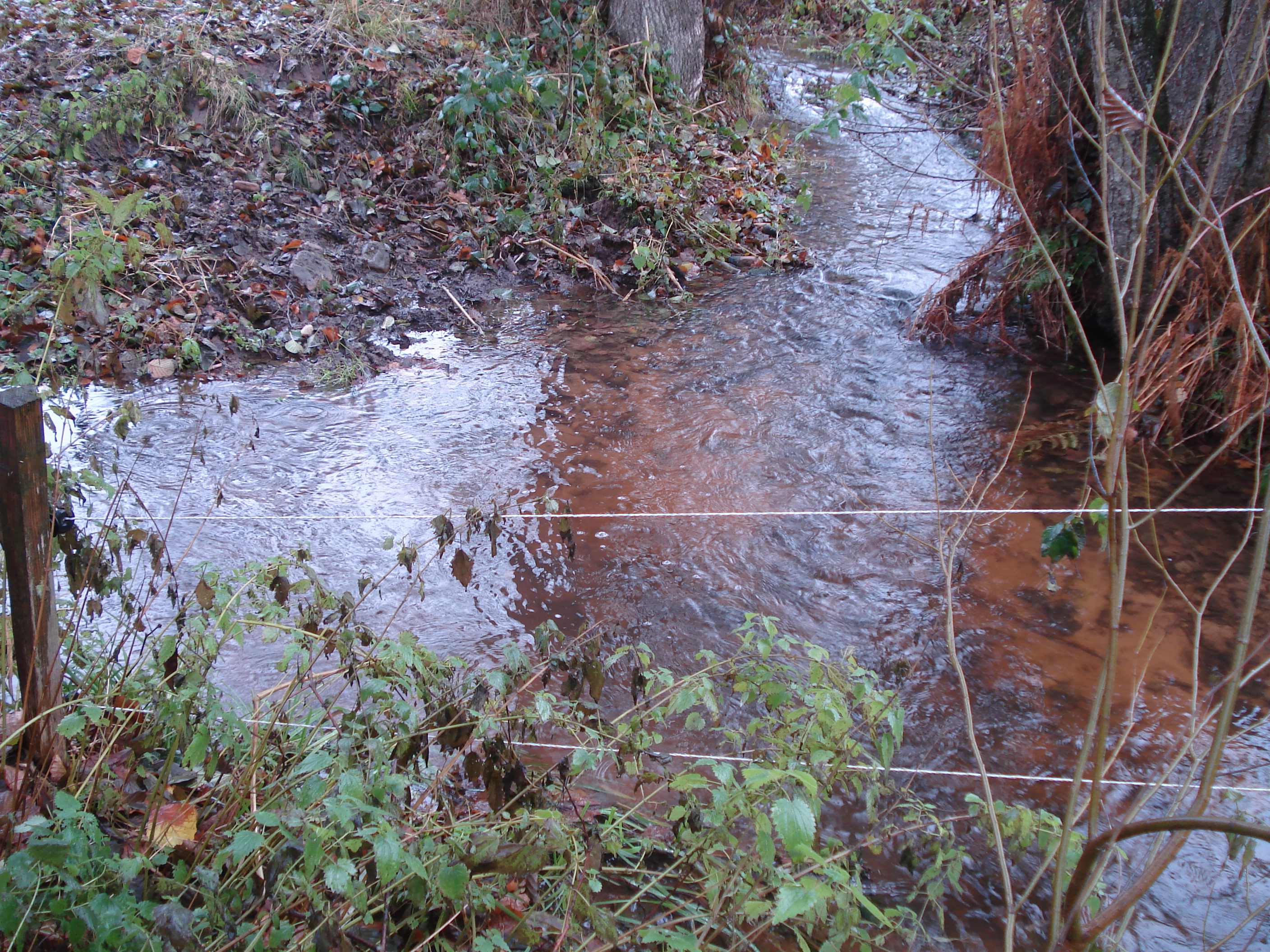
Der Heinstermühlbach (links) mündet in den Mangelsbach

Der Heinstermühlbach entspringt auf einer Höhe von 450 m ü. NHN in der Ortslage von Würzberg als Steinbächel und fließt in östliche Richtung. Er passiert dabei die namensgebende Heinstermühle und unmittelbar unterhalb die hessisch-bayerische Landesgrenze.
Nördlich von der Schrahmühle mündet er schließlich auf einer Höhe von 300 m ü. NHN  von rechts in den Mangelsbach.
Sein etwa 1,8 km langer Lauf endet 150 Höhenmeter unterhalb seiner Quelle, er hat somit ein mittleres Sohlgefälle von 83 ‰.

### Einzugsgebiet
Das Einzugsgebiet des Heinstermühlbachs liegt im Sandsteinodenwald und wird über den Mangelsbach, den Gabelbach, die Mud, den Main und den Rhein zur Nordsee entwässert.
Es grenzt
- im Südosten an das des Wilbesbachs, einem Zufluss des Mangelsbachs
- und im Nordwesten an das des Ernsbachs, dem rechten Quellbach des Erdbachs, der über die Mümling in den Main entwässert

Die höchste Erhebung ist der 540,2 m hohe Rote Buckel im Südwesten des Einzugsgebiets.
Das Einzugsgebiet des Heinstermühlbachs ist größtenteils bewaldet.

### Flusssystem Mud
- Liste der Fließgewässer im Flusssystem Mud